# Робер Ербен
Робер Ербен (фр. Robert Herbin; 30 березня 1939, Париж — 27 квітня 2020, Сент-Етьєн) — французький футболіст, що грав на позиції півзахисника. По завершенні ігрової кар'єри — футбольний тренер.
Виступав за клуб «Сент-Етьєн», а також національну збірну Франції.
Дев'ятиразовий чемпіон Франції (у тому числі 4 рази як тренер). Шестиразовий володар Кубка Франції (тричі — як тренер). Чотириразовий володар Суперкубка Франції.

## Клубна кар'єра
Народився 30 березня 1939 року в Парижі. Вихованець футбольної школи клубу «Кавіжаль».
У дорослому футболі дебютував 1957 року виступами за команду клубу «Сент-Етьєн», в якій провів усю ігрову кар'єру, що тривала п'ятнадцять сезонів, взявши участь у 382 матчах чемпіонату. Більшість часу, проведеного у складі «Сент-Етьєна», був основним гравцем команди, виграв з командою низку національних трофеїв.

## Виступи за збірну
1960 року дебютував в офіційних матчах у складі національної збірної Франції. Протягом кар'єри у національній команді, яка тривала 9 років, провів у формі головної команди країни лише 23 матчі, забивши 3 голи.
У складі збірної був учасником чемпіонату Європи 1960 року, що проходив у Франції, а також чемпіонату світу 1966 року в Англії.

## Кар'єра тренера
Завершивши ігрову кар'єру у 1972, залившся у «Сент-Етьєні» як головний тренер. Став одним з наймолодших тренерів у французбкому футболі — очолив команду клубу у 33-річному віці. Пропрацював у клубі більше десяти сезонів, приводив його команду до перемог в чемпіонаті Франції (4 рази) та розіграшах Кубка Франції (тричі).
В подальшому очолював команди «Одімпіка» (Ліон), саудівського «Аль-Насра» (Ер-Ріяд) та «Страсбура».
1987 року ще на три роки повертався на тренерський місток «Сент-Етьєна», проте цього разу особливих успіхів з командою не досяг.
Наразі останнім місцем тренерської роботи був клуб «Ред Стар», команду якого Робер Ербен очолював як головний тренер до 1995 року.

## Титули і досягнення

### Як гравця
- Чемпіон Франції (5):

«Сент-Етьєн»: 1963–64, 1966-67, 1967–68, 1968–69, 1969–70
- Володар Кубка Франції (3):

«Сент-Етьєн»: 1961–62, 1967–68, 1969–70
- Володар Суперкубка Франції (4):

«Сент-Етьєн»: 1962, 1967, 1968, 1969

### Як тренера
- Чемпіон Франції (4):

«Сент-Етьєн»: 1973–74, 1974–75, 1975–76, 1980–81
- Володар Кубка Франції (3):

«Сент-Етьєн»: 1973–74, 1974–75, 1976–77